# Кафедральный собор Остуни
Римско-католический храм Вознесения девы Марии в городе Остуни, область Апулия — второй кафедральный собор архиепархии Бриндизи-Остуни. Национальный памятник Италии с 1902 года, малая базилика с 2011 года.
Первая церковь на вершине самого высокого холма Остуни восходит ещё к X веку. Романская постройка была сильно повреждена землетрясением 1456 года и к 1495 году её перестроили в готическом стиле.
Главный фасад собора, трёхчастный, разделённый пилястрами, характерен для поздней готики. На гладких стенах акцентированы элегантные порталы под стрельчатыми арками, в люнете центрального входа — барельеф Мадонны с младенцем. Выше порталов размещены розы; центральная, 24-лучевая, изящно украшенная резьбой, — одна из самых крупных в Европе. Большие розы можно видеть также на боковых стенах трансепта.
Завершение главного фасада отличается весьма необычными очертаниями: центральная часть оканчивается криволинейным фронтоном, сформированным вогнутыми дугами, боковые же части увенчаны круговыми секторами, чуть более чем прямоугольными. Четыре полукруглых направляющих декорированы оригинальным поясом трёхлепестковых арочек зубчатого профиля; такой же пояс протянут по боковым стенам церкви и по трансепту. Разноцветный черепичный купол собора виден с любой точки средневекового города.
Церковь имеет форму трёхнефной базилики; низкие боковые нефы отделены двумя рядами круглых колонн. Центральный неф освещён рядом окон и перекрыт плоским расписным потолком. В барочном интерьере XVIII века привлекает внимание боковой деревянный алтарь 1734 года с бюстами святых покровителей Остуни — святого Оронция, святого Власия Севастийского и блаженного Августина; резной хор орехового дерева. В архиве собора хранится около 200 пергаментов XII века.